# Antoni Vila-Coro Nadal
Antoni Vila-Coro Nadal (Madrid, 12 de juliol de 1895 – Barcelona, 13 de gener de 1977) fou un waterpolista i metge que va competir a començaments del segle xx.
El 1920 va prendre part en els Jocs Olímpics d'Anvers, on disputà la competició de waterpolo. Aquest fou el debut de la selecció espanyola en uns Jocs, en els quals finalitzà en una meritòria setena posició.
Membre del CN Barcelona, en el seu palmarès destaquen cinc Campionats d'Espanya (1917 a 1921) i tres de Catalunya (1921, 1922, 1925).